# William Nordhaus
William Dawbney Nordhaus (* 31. května 1941 Albuquerque) je americký ekonom a profesor ekonomie na Yale University, známý pro svou práci v oblasti ekonomického modelování a změny klimatu. Je jedním z laureátů Nobelovy ceny za ekonomii  v roce 2018. Nordhaus získal cenu „za integraci změny klimatu do dlouhodobé makroekonomické analýzy“.

## Vzdělání a kariéra
Nordhaus se narodil v Albuquerque v Novém Mexiku, matce Virginii (Riggs) a otci Robertu J. Nordhausovi, který spoluzakládal Sandia Peak Tramway. Robert J. Nordhaus pocházel z německé židovské rodiny – jeho otec Max Nordhaus (1865–1936) emigroval z Paderbornu v roce 1883 a byl ředitelem pobočky společnosti Charles Ilfeld v Albuquerque. Nordhaus promoval na Phillips Academy v Andoveru a následně získal titul BA a MA na Yale University v letech 1963 a 1973, kde byl členem vysokoškolského klubu Skull a Bones. Je držitelem certifikátu Institut d'Etudes Politiques (1962) a PhD z MIT (1967). V letech 1970–1971 byl hostujícím členem Clare Hall v Cambridge . Byl členem fakulty na Yale od roku 1967, v obou oddělení ekonomie, lesnické školy a environmentálních studií, a také sloužil jako jeho univerzitní administrátor mezi lety 1986–1988 a jako viceprezident pro finance a administrativu mezi lety 1992–1993. Jeho funkce univerzitního administrátora byla jednou z nejkratších v historii univerzity. Od roku 1972 je členem výzkumné skupiny Brookings Panel on Economic Activity . Během Carterovy administrativy byl v letech 1977–1979 Nordhaus členem Rady ekonomických poradců. Nordhaus byl v letech 2014 až 2015 předsedou správní rady Bostonské federální rezervní banky.
Nordhaus žije v New Haven v Connecticutu se svou manželkou Barbarou, sociální pracovnicí v Dětském studijním centru univerzity Yale.

## Literární činnost
Nordhaus je autorem nebo editorem více než 20 knih. Jedno z jeho děl, ekonomie, je úvodní učebnice, kterou napsal spolu s ekonomem Paulem Samuelsonem. Dílo bylo vydáno v roce 1948 a objevilo se v devatenácti různých vydáních a sedmnácti různých jazycích. Byla známá jako nejprodávanější učebnice ekonomie po celá desetiletí a je dodnes velmi populární. Kniha byla nazývána „kanonickou učebnicí“ a vývoj hlavního ekonomického myšlení byl sledován porovnáním čtrnácti vydání pod Samuelsonovou editací.
Napsal také několik knih o globálním oteplování a změně klimatu, jedné z jeho hlavních oblastí výzkumu. Mezi tyto knihy patří Managing the Global Commons: The Economics of Climate Change (1994), která získala Cenu 2006 za „Publikaci trvalé kvality“ od Asociace environmentální a zdrojové ekonomiky. Další kniha, s Josephem Boyerem, je Oteplování světa: Ekonomické modely globálního oteplování (2000). Jeho poslední knihou je The Climate Casino: Risk, Uncertainty and Economics for Warming World. V roce 1972 Nordhaus společně s profesorem ekonomiky profesorem Jamesem Tobinem publikoval článek s názvem Je růst zastaralý?, článek, který jako první model pro hodnocení ekonomické udržitelnosti zavedl Opatření pro ekonomický blahobyt (Index udržitelného hospodářského blahobytu).
Nordhaus je také známý pro jeho kritiku na aktuální míry národního příjmu. Napsal: „Máme-li získat přesné odhady růstu reálných příjmů za minulé století, musíme nějakým způsobem vytvořit cenové indexy, které zohledňují obrovské změny v kvalitě a rozsahu zboží a služeb, které konzumujeme, které nějakým způsobem porovnávají služby koně s automobilem, Pony Express s faxem, karbonového papíru s kopírkou, temných a osamělých nocí s nocí strávenými sledováním televize a operace mozku s magnetickou rezonancí "(1997, 30).
Palda shrnuje důležitost poznatku ekonoma Nordhause takto: „Praktickou lekcí, kterou je třeba vyvodit z této fascinující studie osvětlení, je to, že způsob, jakým měříme index spotřebitelských cen, je vážně chybný. Místo uvedení zboží a jeho cen přímo do indexu bychom měli redukovat veškeré zboží na jeho základní vlastnosti. Pak bychom měli vyhodnotit, jak lze toto zboží nejlépe kombinovat, aby se minimalizovaly náklady na spotřebu těchto vlastností. Takový přístup by nám umožnil zahrnout nové zboží do indexu spotřebitelských cen bez obav, zda je dnešní index srovnatelný s indexem před deseti lety, kdy zboží neexistovalo. Takový přístup by vládám také umožnil přesněji vypočítat míru, v níž by se mělo zvýšit sociální a jiné formy pomoci. V současné době takové výpočty mají tendenci přeceňovat životní náklady, protože nezohledňují způsob, jakým zvýšení kvality snižuje peněžní náklady na udržení určité životní úrovně. “

##### Přispění v oblasti ekonomie globálního oteplování
Nordhaus píše o ekonomice změny klimatu . Je vývojářem modelů DICE a RICE, integrovaných modelů hodnocení souhry mezi ekonomikou, spotřebou energie a změnou klimatu.
Otázka rovnováhy: Vážení možností globálních politik oteplování ISBN 978-0-300-13748-4 byla vydána společností Yale University Press dne 24. června 2008.
V Úvaze o ekonomii klimatických změn (1993) uvádí: „Lidstvo hraje kostky s přírodním prostředím prostřednictvím mnoha zásahů – vstřikuje do atmosféry stopové plyny, jako jsou skleníkové plyny nebo chemikálie poškozující ozon, inženýrské masivní pozemní používají změny, jako je odlesňování, vyčerpání množství druhů v jejich přirozeném prostředí, a to i při vytváření transgenních v laboratoři, a akumulace dostatečného množství jaderných zbraní k ničení lidských civilizací.“ Podle modelů změny klimatu, které vyvinul, budou obecně ta odvětví ekonomiky, která jsou silně závislá na nespravovaných ekosystémech – tj. Jsou silně závislá na přirozeně se vyskytujících srážkách, odtoku nebo teplotách – nejcitlivější na změnu klimatu. Do této kategorie patří zemědělství, lesnictví, rekreace v přírodě a pobřežní aktivity.“ Společnost Nordhaus bere vážně potenciální katastrofické dopady změny klimatu.
V roce 2007 Nordhaus, který provedl několik studií o ekonomice globálního oteplování, kritizoval Sternův přezkum za použití nízké diskontní sazby. 
Jednoznačné závěry recenze o potřebě extrémních okamžitých opatření nepřežijí nahrazení diskontních předpokladů, které jsou v souladu s dnešním trhem. Ústřední otázky týkající se politiky globálního oteplování – kolik, jak rychle a jak nákladné – tedy zůstávají otevřené. Přezkum tyto základní otázky informuje, ale neodpovídá.
V roce 2013 Nordhaus předsedal výboru Národní rady pro výzkum, který vypracoval zprávu o dopadu dotací na fosilní paliva na emise skleníkových plynů.
V diskusním dokumentu z prosince 2016 pro Nadaci Cowles však jeho výzkum využívající aktualizovaný model DICE „... potvrzuje minulé odhady pravděpodobné rychlé změny klimatu v příštím století, pokud neexistují hlavní politiky v oblasti změny klimatu. Navrhuje, že bude velmi obtížné dosáhnout cíle 2 °C mezinárodních dohod, i když budou v blízké budoucnosti zavedeny ambiciózní politiky. Požadovaná cena uhlíku potřebná k dosažení současných cílů se postupem času zvýšila, protože politiky byly zpožděny.“

## Ocenění

### Vědecké a inženýrské akademie
Spolu s mnoha vyznamenáními je členem Národní akademie věd Spojených států amerických a zvolený zástupce Americké akademie umění a věd. Je také členem Royal Swedish Academy of Engineering Sciences od roku 1999.

### Americká ekonomická asociace
V roce 2004, Nordhaus byl jmenován a Váženým členem Americké ekonomické asociace (AEA), spolu s Georg P. Shultzem a William A. Brockem. Průvodní prohlášení AEA se odvolávalo na jeho „talent, který kladl velké otázky ohledně měření hospodářského růstu a pohody, a oslovoval je jednoduchými, ale kreativními vhledy“ mezi nimi i jeho průkopnickou práci na politickém obchodním cyklu, způsoby využití údajů z národních důchodových účtů k navrhování ekonomických opatření odrážejících lepší zdraví, zvýšení délky volného času a délky života a „konstrukci integrovaných ekonomických a vědeckých modelů k určení účinné cesty k řešení změny klimatu“. V roce 2013 se Nordhaus stal zvoleným prezidentem AEA a v letech 2014 až 2015 působil jako prezident sdružení.

### Nobelova pamětní cena za ekonomii
Nordhaus byl oceněn Nobelova pamětní cena za ekonomii v roce 2018. Tuto cenu sdílel s Paul Romerem. Královská švédská akademie věd podrobně vysvětlila své důvody pro udělení ceny společnosti Nordhaus a výslovně uznala své úsilí vyvinout „integrovaný hodnotící model, tj. Kvantitativní model, který popisuje globální souhru ekonomiky a klimatu. Jeho model integruje teorie a empirické výsledky z fyziky, chemie a ekonomiky. Nordhausův model je nyní široce rozšířen a používá se k simulaci toho, jak se ekonomika a klima vyvíjejí společně."
Mnoho zpravodajských středisek, které informovaly o Nordhausově ceně, uvedlo, že byl v předstihové vlně ekonomů, kteří jako preferovanou metodu stanovování ceny uhlíku přijali uhlíkovou daň.

## Kritika
Ekonom profesor Steve Keen přísně kritizoval Nordhausovu práci a uvedl, že jeho tvrzení, že zvýšení globální teploty o 4 °C nad předindustriální úrovně pouze sníží HDP na obyvatele o 2 až 4 %, je nesmysl. Keen nesouhlasí s tím, že Nordhausova „funkce poškození“ by měla být kvadratická rovnice. Aby ukázal, jak absurdní je, říká, že vzhledem k tomu, že jeho funkce poškozování je symetrická, „předpovídá přesně stejnou úroveň poškození HDP způsobenou například poklesem průměrné globální teploty o 4 °C, jako je tomu v případě nárůstu 4 °C. " Pokud se pokusíme tuto funkci použít na období, které jsme měli před 20 000 lety, během poslední doby ledové, kde byly země jako Kanada, Irsko, Skotsko, severní Německo, Polsko, Dánsko, Norsko a Švédsko pod kilometrem nebo více ledu, funkce by také odhadovala snížení HDP o 2 % a 4 %.
Profesor Steve Keen's také přednesl prezentaci „Vadné přístupy (a nový přístup) k environmentálním výzvám“ na konferenci OECD „Averting Systemic Collapse“ v Paříži dne 18. září 2019 a podrobně kritizoval, proč věří, že práce Nordhause je fatálně vadná. Na jednom z jeho snímků ukazuje, že oteplení o 4 °C by znamenalo, že zemřelo přibližně 6,7 miliardy lidí, což je neslučitelné s myšlenkou, že HDP by se snížilo pouze o několik procent.
Jiní také poukázali na to, že vědci v oblasti klimatu a ekologové mají na Nordhause velmi negativní názor. Dr. Jason Hickel, který zkoumá ekologickou ekonomii, píše, že „Mnozí se domnívají, že neúspěch světových vlád v agresivních opatřeních v oblasti klimatu v posledních několika desetiletích je z velké části způsoben argumenty, které Nordhaus pokročil.“ Jednou z jeho kritik je, že Nordhaus používá velmi vysokou diskontní sazbu, která mu umožňuje tvrdit, že bychom neměli snižovat emise příliš rychle, protože ekonomické náklady pro lidi budou dnes vyšší než výhoda ochrany lidí v budoucnosti.